# Anslagsvinkel (verktyg)

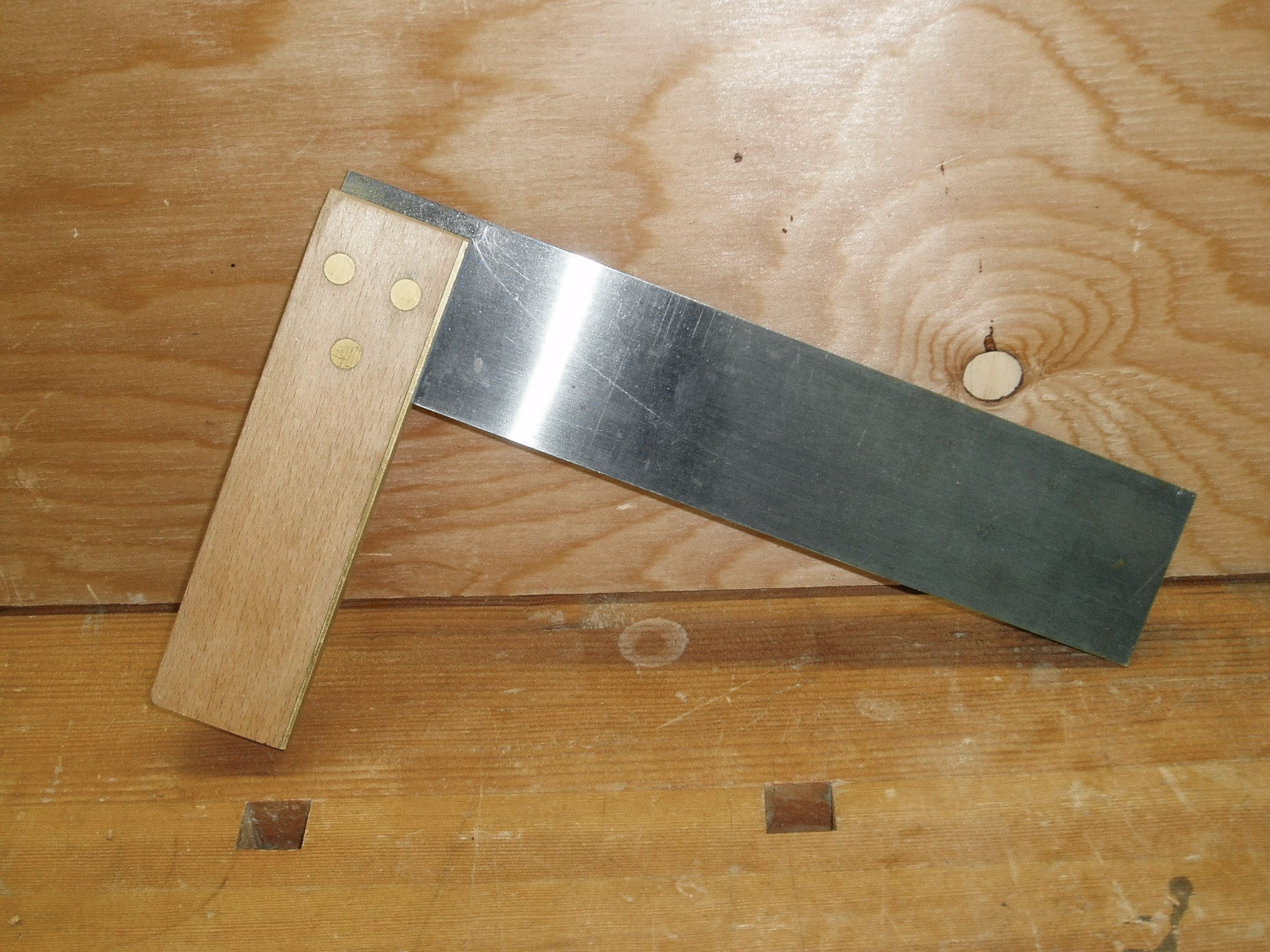
Anslagsvinkel

Anslagsvinkel är ett verktyg för mätning, påritning och kontroll av räta vinklar. På en del modeller bildar anslagets översta kortsida 45° vinkel.
Anslagsvinkeln består av två sammansatta skänklar. Den ena skänkeln är tjockare för att kunna utgöra ett stabilt anhåll mot den yta den läggs mot, genom att man "slår an" verktyget mot en plan yta, alltså ett anslag. Den andra skänkeln är tunnare och är ofta graderad och kan vara justerbar. 
Det förekommer anslagsvinklar där anslaget är gjort i trä eller metall och den tunna skänkeln i metall.